# Meisjeskoor "De Zonnepitten"
Meisjeskoor ‘De Zonnepitten’  vormde zich in 1966 rond zangeres en zangpedagoge Gonnie Goossens. De standplaats was Schijndel. Het repertoire bestond uit volksliedjes in 25 talen. Er werd spontaan gezongen en zonder directie. Twee keer per week was er zangrepetitie en later kwam daar nog een volksdansrepetitie bij. Er waren erg veel optredens en er werden regelmatig radio-, televisie- en plaatopnamen gemaakt. Vanaf 1972 ging het koor in de zomer op buitenlandse tournee.
- 1972: reis naar Davos in Zwitserland. Concerten en radio-opname in Zürich.
- 1973: concertreis naar Engeland. Optredens in Chatham e.o.
- 1974: Oostenrijk - Tirol. Optreden in Imst, Tarrenz, Innsbruck, Landeck, Nauders en Lech am Arlberg.
- 1975: Nederland en België: concerten.
- 1976: Zweden. Concerten in Borås, Mölndal, Halmstad, Torrekulla, Göteborg (2x), Falkenberg, Marstrand en Trollhättan.
- 1977: Schotland: Dundee, Glasgow (B.B.C. radio),East-Kilbride, Dunoon.
- 1978: Hongarije: Debrecen Koorfestival Béla Bartók.
- 1979: Oostenrijk: Wenen, Klosterneuburg, Wenen (Rathaus), Bad Deutsch-Altenburg, Baden.
- 1980: Noorwegen: Bordesholm (Dld), Frederikstad, Oslo radio, Oslo Vigelandpark, Oslo Münch-múséet, Hamar, Modum, Oslo Bugdoy Norsk Folkemuseum.
- 1981: Hongarije: Sikonda, Siklós, Aboliget, Absóbélatelep, Balatonmeer, Komló.

Aan het koor waren altijd enkele musici verbonden. Het langst waren dat o.a. Benny Ludemann, fluit en tokkel-instrumenten en Henri Lievens, accordeon. Maria van der Voort was volksdans-instructrice. Gonnie Goossens begeleidde aan de piano en had de algehele leiding. Wegens tijdgebrek van Goossens werd het koor in 1982 opgeheven.